# Premio Nacional Amautas de la Artesanía Peruana
El Premio Nacional Amautas de la Artesanía Peruana es un premio anual otorgado por el Ministerio de Comercio Exterior y Turismo de Perú. El galardón tiene como finalidad reconocer la labor artística y cultural de los artesanos peruanos e incentivar creatividad, calidad, diseño, rescate y preservación de sus tradiciones. Consta de un diploma y medalla de reconocimiento otorgados por ministerio.
El concurso se encuentra establecido en el artículo 28.º de la Ley 29073, Ley del Artesano y la Actividad Artesanal. Es celebrado de manera interrumpida los meses de noviembre desde el año 2000.
El nombre del premio hace referencia al amauta (del quechua: amawta; 'maestro', 'sabio'), encargado de la educación formal de los hijos de los nobles y del Inca.

## Listado de artesanos premiados
| Año  | Artesano | Región                                                      | Línea artesanal                                             | Ref.   |
| ---- | --- | ----------------------------------------------------------- | ----------------------------------------------------------- | ------ |
| 2020 | Genoveva Nuñez Herrera                                                                                                 | Cusco                                                       | Imaginería                                                  | [ 2 ]  |
| 2019 | Lucio Sergio Pillaca Merlo María Antonieta Mérida Enríquez                                                             | Ayacucho Cuzco                                              | Piedra tallada Cerámica                                     | [ 3 ]  |
| 2018 | Alejandro Rodríguez Pomalaza Jesús Urbano Cárdenas                                                                     | Junín Ayacucho                                              | Platería Retablo                                            | [ 4 ]  |
| 2017 | Pedro Veli Alfaro Agustín Alarcón Chávez                                                                               | Junín Ayacucho                                              | Mate Cerería                                                | [ 5 ]  |
| 2016 | Julio Gutiérrez Samanez Bernardo Pedro Gonzáles Paucar                                                                 | Cusco Junín                                                 | Cerámica Imaginería                                         | [ 1 ]  |
| 2015 | Mariano Sullca Huamán Víctor Hurtado Castro Manuel Gómez Sauñe                                                         | Paruro, Cusco Huamanga, Ayacucho Pucacruz, Ayacucho         | Platería Cerería Tejido                                     | [ 6 ]  |
| 2014 | Teófilo Araujo Choque Gedión Fernández Nolasco Petronila Brenis Farfan                                                 | Huamanga, Ayacucho Quinua, Ayacucho Lambayeque, La Libertad | Hojalatería Cerámica Tejido                                 | [ 7 ]  |
| 2013 | Juana Solano Chávez Primitivo Evanan Poma Sixto Celestino Seguil Dorregaray                                            | Piura, Piura Sarhua, Ayacucho Huancayo, Junín               | Cestería Tablas de Sarhua Mates burilados                   | [ 8 ]  |
| 2012 | Toetseg Chigkin Juwau Francisco Huatta Antonio Olave del Barrio                                                        | Cenepa, Amazonas Taquile, Puno San Blas, Cusco              | Cerámica Tejido Imaginería                                  | [ 9 ]  |
| 2010 | Edwin Alejandro Loza Huarachi Jesús Urbano Rojas Abraham Aller Delia Poma                                              | Puno, Puno Huamanga, Ayacucho Cusco Huancayo, Junín         | Imaginería (máscaras) Retablismo Imaginería Mates burilados | [ 2 ]  |
| 2009 | Julio Gálvez Ramos Mamerto Sánchez Cárdenas Máximo Laura Taboada                                                       | Vinchos, Ayacucho Quinua, Ayacucho Huamanga, Ayacucho       | Tallado Cerámica Textiles                                   | [ 10 ] |
| 2001 | Leoncio Tinoco Rodríguez Aristides Quispe Lope Edilberto MéridaRodríguez Víctor Flores Gutiérrez                       | Junín Ayacucho Cusco Ayacucho                               | Textiles Cerámica Metales preciosos                         | [ 2 ]  |
| 2000 | Gregorio Cachi Palomino Juana Mendivil Dueñas de Olarte Carlos Ruiz Caro Nin Gerasimo Sosa Alache Alfonso Sulca Chávez | Cusco Cusco Piura Ayacucho                                  | Metales preciosos Imaginería Cerámica Textiles              | [ 2 ]  |